# Shōnen maid Kūro-kun
Shōnen maid Kūro-kun (少年メイドクーロ君?, Shōnen meido Kūro-kun) è un manga hentai di genere shotacon con elementi sadomaso e yaoi di Masaki Hiraga, pubblicato nel 2005 da Shobunkan. Nel 2010 è stato trasposto in anime.

## Trama
A causa dei debiti del padre, il giovane Kuro ha dovuto accettare di diventare una maid, praticando il crossdressing ed arrivando persino a vendere il suo corpo, se richiesto. Suo cliente fisso è Mies, che sebbene infatuato del ragazzo-cameriera non gli risparmia giochi sadomaso al limite della violenza.

## Personaggi

Kūro Kazamiya ( 風宮クーロ ?,  Kazamiya Kūro)
 Mies Hakuryūin ( 白龍院ミース ?,  Hakuryūin Mīsu)